# Estiba

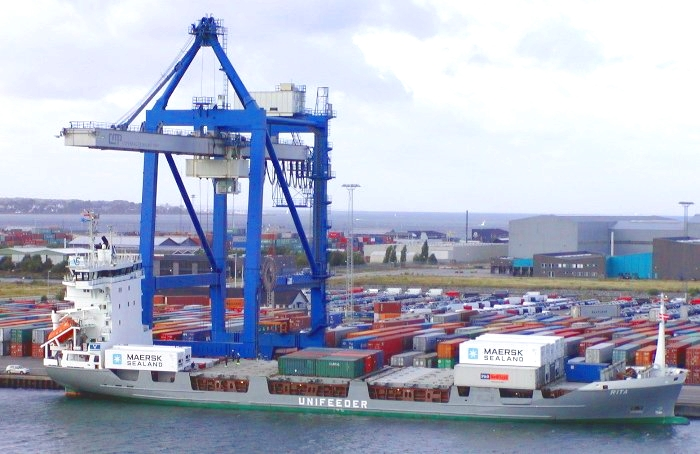
Un buque portacontenedores cargando en Copenhague, Dinamarca.

La estiba de una carga es la colocación, distribución, protección y fijación adecuada en el interior de un vehículo de una mercancía que ha sido entregada al porteador convenientemente embalada, si procede, para que vaya segura hasta su destino.
En el ámbito marítimo, la estiba se considera únicamente como la acción de colocar la carga a bordo de un buque. Su objetivo es conseguir que sea transportada con un máximo de seguridad para el buque y su tripulación, ocupando el mínimo espacio posible, evitando averías en la misma y reduciendo al mínimo las demoras en el puerto de descarga. De aquí que se puedan identificar como elementos básicos de la estiba la seguridad y la economía.
La disciplina que aborda las técnicas, normativa, útiles y otros elementos de la estiba se denomina «seguridad en las cargas».

## La regulación de la estiba en los diferentes modos de transporte
La estiba de cargas viene regulada por diversas normativas en función del modo de transporte correspondiente. Por ejemplo:
- Carretera: Directiva 2014/47/UE del Parlamento Europeo y del Consejo de 3 de abril de 2014, relativa a las inspecciones técnicas en carretera de vehículos comerciales que circulan en la Unión Europea.
- Mar: Código CTU IMO ILO UNECE 2014 y Código ESC IMO 2011
- Ferrocarril: Reglas UIC
- Aéreo: Reglas FI

## La estiba en el ámbito de la carretera
En el año 1972 apareció el Código de Seguridad en el Reino Unido, y era la primera vez que se emitía una publicación oficial que incluía directrices e información sobre la estiba de cargas en carretera. Pocos años después, Alemania emitía las primeras normas VDI 2700 sobre la misma materia. A ella le siguieron otros países como Suecia, Australia, Nueva Zelanda o Estados Unidos, entre otros.[cita requerida]
A nivel europeo comenzaron a aparecer diversas normas técnicas que favorecieron el desarrollo de este campo, como por ejemplo la norma EN 12195-1:2003 Cálculos de las fuerzas de sujeción. Igualmente surgieron diversas guías públicas que trataron de facilitar la divulgación y comprensión de estos conocimientos. Así, en el 2006 y posteriormente en el 2014, la UE publicó la Guía Europea de Mejores Prácticas sobre Sujeción de Cargas para el Transporte de Carreteras y la IRU, el Código de buenas prácticas para la estiba segura de la carga en el transporte por carretera.[cita requerida]

## La estiba en los modos de transporte aéreo y ferroviario
Debido a su casuística, la estiba en estos campos no ha tenido, al contrario de lo que ocurre en el modo de transporte por carretera, un desarrollo tan profundo.[cita requerida]
En el transporte ferroviario hay una serie de normativas e indicaciones generales de la Unión Internacional de Ferrocarriles, pero hay que remitirse a las diversas instrucciones o normativas internas de cada estado e incluso de cada gestor de infraestructuras u operador para poder conocer la normativa pública o privada aplicable.[cita requerida]
En el transporte aéreo, sucede algo similar. Si bien la FIATA establece un marco general es la regulación nacional o incluso privada de cada aerolínea la que determina la estiba a realizar en cada caso.[cita requerida]

## Seguridad en el ámbito marítimo
Al hablar de la seguridad, tenemos que contemplar tres diferentes aspectos:
- seguridad de la tripulación y estibadores
- seguridad del buque
- integridad de la mercancía

### Integridad de la tripulación y estibadores
El planeamiento de una correcta estiba de la carga debe asegurar la correcta manipulación de la misma, al mismo tiempo que asegura la integridad física de las personas que van a intervenir en este proceso, ya sean estibadores, portuarios o dotación del buque.
Por ello, a la hora de efectuar esta planificación, deben tenerse en cuenta los siguientes elementos:
- Circulación: Al estibar la carga, hay que tener en cuenta la circulación de las personas por la cubierta y en el interior de la bodega.
- Acceso: Los accesos a la bodega, entrepuentes y a la mercancía estibada deben garantizarse con seguridad. Deben estar planificados no solamente para poder realizar un adecuado trincaje de la carga, sino para que después, a la hora de descargar, las diferentes partidas sean accesibles de la forma más cómoda posible y que su manipulación sea la correcta.
- Mercancías peligrosas: Las materias peligrosas deben estar indicadas de la forma más clara posible para asegurar que se manipularán adecuadamente.

### Seguridad del buque

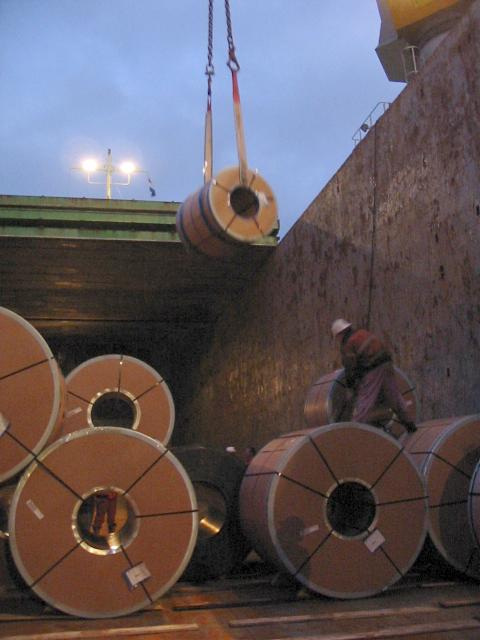
Estiba de bobinas de acero en un barco, izadas con eslingas.

La seguridad del buque esta íntimamente ligada a la distribución de la carga, y deben atenderse los siguientes criterios:

#### Estabilidad del buque
Al cargar el buque, lo primero que debe tenerse en cuenta es la estabilidad y seguridad, que básicamente se centra en tener una altura metacéntrica no solo positiva, sino adecuada al tipo de buque. Una excesiva altura metacéntrica (muchos pesos bajos y pocos altos) producirá que el buque dé balances muy rápidos y violentos, que pueden dañar la estiba y provocar accidentes a la dotación. Mientras que una altura metacéntrica pequeña hará que el barco de balances muy lentos y que le cueste recuperar la verticalidad, esta situación se da sobre todo en buques de pasaje, para evitar mareos y golpes, se dice que es un barco dormilón, mientras que una altura metacéntrica igual a cero (estabilidad indiferente) hará que si sometemos al buque a una fuerza de sentido transversal y adquiere una escora, este no se recuperará y quedará con dicha inclinación. Hasta ahora sólo hemos hablado de la estabilidad transversal, debido a que el estudio de la estabilidad longitudinal no es tan importante, pues los barcos son "más largos que anchos" y es estable longitudinalmente por construcción, pero si ponemos demasiados pesos en proa, el buque al dar un cabeceo podría colarse por ojo (meter la proa en la mar y hundirse), pero esta es una situación muy extrema y para evitarla no es necesario realizar cálculos específicos.

#### Escora
El buque debe cargarse de forma que salga del puerto sin escora. Antes de comenzar la carga es conveniente tener llenos los tanques de lastre, porque no siempre comienzan a cargar pesos bajos y a medida que cargan se prodrá ir deslastrando. Dichos tanques permiten adrizar el buque al finalizar la carga, siempre claro está, que la carga realizada no llegue ya a la máxima carga posible. En las cargas de mercancías secas a granel, operan al revés, llevar los tanques deslastrados, porque la carga irá directamente al plan de la bodega.

#### Calados
Hay que planear la carga del buque de forma que el buque quede con unos calados apropiados, no sólo para que el buque tenga una óptima maniobrabilidad (generalmente los buques navegan mejor ligeramente apopados), sino teniendo en cuenta otros factores, como los siguientes:
- No sobrepasar la línea de máxima carga permitida según la zona por la que se vaya a navegar.
- Tener en cuenta si hay restricciones de calado en el puerto de llegada, para lo cual se podrá cargar el buque por encima de esos calados, teniendo en cuenta el peso del agua y combustible que se va a consumir hasta la llegada.
- Tener en cuenta la densidad del agua de los puertos de salida y llegada, ya que en agua salada (γ=1,025 T/m³), se cala menos que en agua dulce (γ=1,000 T/m³).
- Esfuerzos: La carga debe estar repartida de la forma más uniforme posible, de forma que no se produzcan esfuerzos descompensados a lo largo de la estructura del buque. En un buque encontraremos esfuerzos que afectan a toda su estructura, siendo el más importante el esfuerzo longitudinal, si las cabezas del barco (extremos de popa y proa) se elevan sobre el centro se produce un arrufo y en el caso contrario, que el centro longitudinal se eleve por encima de las cabezas, se produce un quebranto.

### Integridad de la mercancía
La cuestión de la integridad de las mercancías debe ser estudiada desde diferentes puntos de vista, pues en ella entran en juego múltiples factores, factores que actúan de diversa forma según el tipo de mercancías que se consideren.
Los factores que ejercen influencia en la integridad de las mercancías se pueden clasificar en las siguientes categorías:
- Factores agresivos: son factores externos o internos a las mercancías que actúan de forma activa y agresiva sobre ellas como la humedad del aire, temperatura del aire, acción bioquímica o química, fuerzas mecánicas, etcétera.
- Factores opuestos: son factores que oponen resistencia a la acción agresiva del medio ambiente y las condiciones del transporte como la manipulación, el embalaje, evasados, etcétera;
- Factores profilácticos: son factores que facilitan los estibadores y dotación del buque para asegurar dicha integridad de la mercancía, como son la preparación de las bodegas, ventilación, segregación y trincaje de la carga, etcétera.

Por lo tanto, a la hora de considerar la integridad de las mercancías, se deben tener en cuenta los siguientes conceptos: embalaje, utillaje y naturaleza de las mercancías.

## Economía
La economía en la estiba se consigue teniendo en cuenta los siguientes factores:
- Conocimiento de los espacios de carga del buque: Es primordial que el oficial tenga un perfecto conocimiento de los espacios de carga de que dispone. No sólo de su capacidad de carga obtenida de los planos, sino de todas las medidas y la situación de los elementos que hay en su interior (escalas de acceso, sistema de tuberías, puestos de maniobra de entrepuentes, etc.), así como de las posibilidades que tiene para estibar distintos tipos de carga, por ejemplo, la posibilidad de cargar contenedores (si se dispone de pocetes para los twistlocks, puntos de amarre, etcétera). Otros elementos que debe conocer a la perfección es el sistema de escotillas, las posibilidades que ofrecen y los espacios de carga a los que pueden acceder los medios de carga y descarga del buque con seguridad.
- Planeamiento de la carga: Antes de iniciar la carga hay que preparar el plano de estiba, donde se plantea cómo se va a realizar, teniendo en cuenta los puertos de carga y descarga de la misma, el tipo de mercancía, el peso, las propiedades físico-químicas, el embalaje, la pérdida de estiba, etcétera. No obstante, muchas veces el buque no saldrá cargado como se había planeado, pues a menudo las listas de carga aumentan a última hora, o aparece una partida grande para el último puerto de descarga cuando ya están todos los planes de la bodega llenos, y se tendrá que negociar con el cargador si esa carga se coloca sobre otra que tendrá que descargarse antes, con la consiguiente remoción, lógicamente a su costa. Otros factores que se deben tener en cuenta son:

- - Evitar los empachos.
  - El acceso a las diversas partidas y su manipulación.

- Preparación de la bodega: Antes de iniciar la carga hay que preparar la bodega para esta operación, teniendo en cuenta fundamentalmente la carga que se va a transportar y la que ha sido transportada con anterioridad. Esto obliga a tener preparados una serie de elementos de estiba (madera de estiba, separadores, marcas), y realizar una serie de operaciones en las bodegas: barrido, baldeo, secado, ventilación, desinfección, etcétera.

## Las fases de la estiba
La estiba es un proceso amplio que consta de tres fases: 
- Pre-estiba. Se denomina así a los pasos necesarios para poder realizar la estiba adecuadamente y que se dan antes de la efectiva presentación del vehículo. Estaría formada por partes como:

- Diseño del embalaje
- Embalado
- Cálculo de la estiba
- Planificación de los trabajos
- Preparación de los útiles
- Reserva de los recursos
- Acercamiento y preparación de la carga

- Estiba de cargas. Esta es la fase de la estiba propiamente dicha, en la que se ejecuta la operación y que se compone de pasos:

- Verificación del embalaje adecuado de las mercancías para el transporte
- Protección, si se precisase.
- Carga en el vehículo
- El acondicionamiento de la carga para su transporte
- Estabilización, si se precisase.
- Distribución adecuada del peso
- Fijación e inmovilización de las mercancías
- Revisión y tensado posterior durante el trayecto, si se precisase.

- Desestiba. Es la fase final, en la que se procede a soltar la mercancía y a bajarla con seguridad hasta el lugar de entrega en el lugar de recepción de las mercancías. Incluye pasos tales como:

- Retirada de útiles de fijación
- Retirada de elementos de protección o estabilización
- Desembalado
- Descarga